# Carl Ehrenberg (Maler)

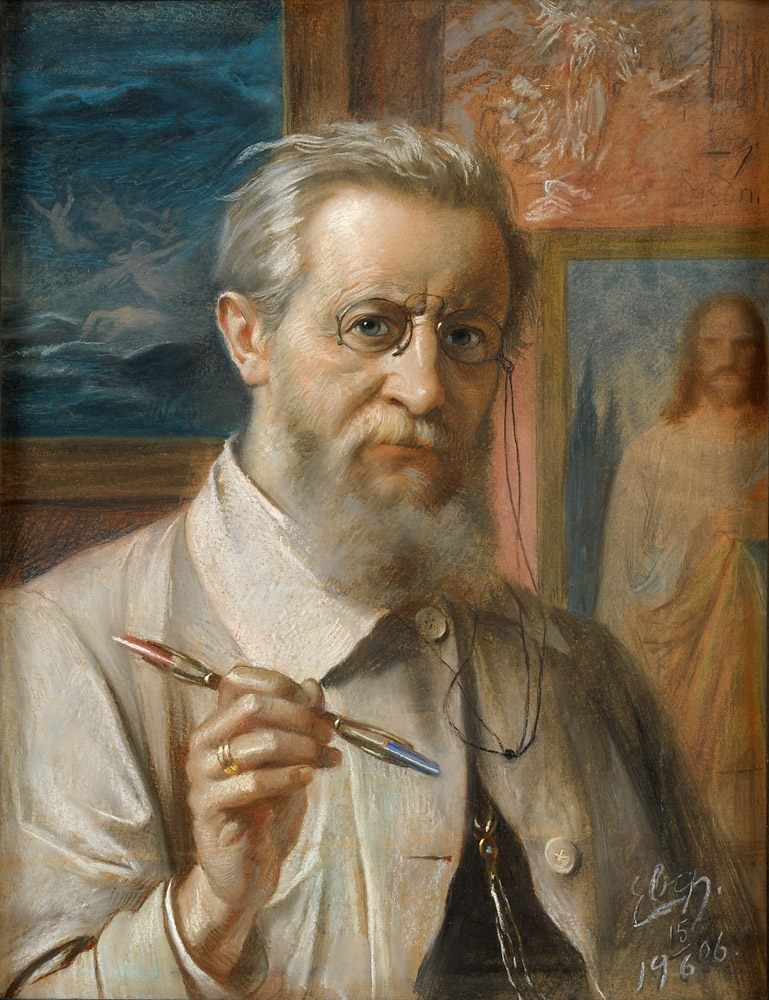
Selbstporträt Carl Ehrenberg (1906)

Gottfried Ferdinand Carl Ehrenberg (* 6. November 1840 in Dannau bei Oldenburg in Holstein; † 14. Mai 1914 in Dresden) war ein deutscher Historienmaler und Illustrator.

## Leben und Wirken

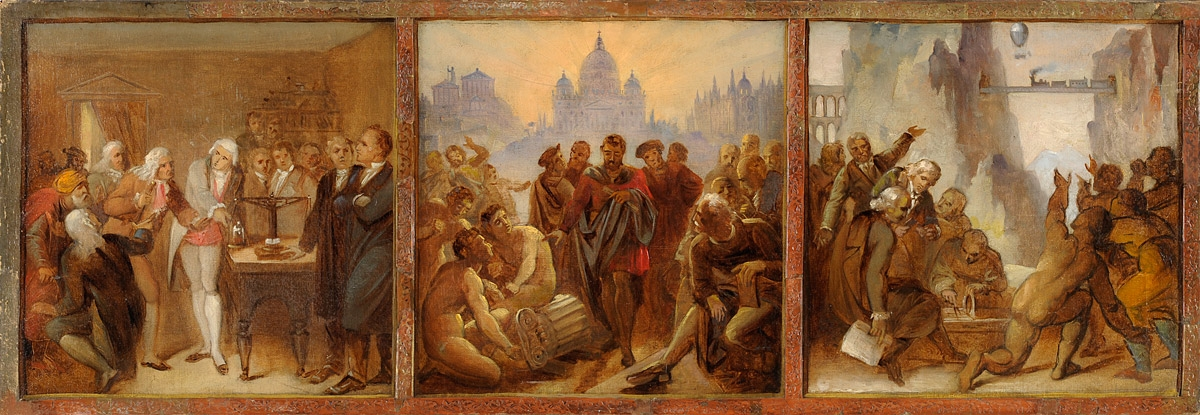
Triptychon, die Naturwissenschaften, die Baukunst und die Technik darstellend

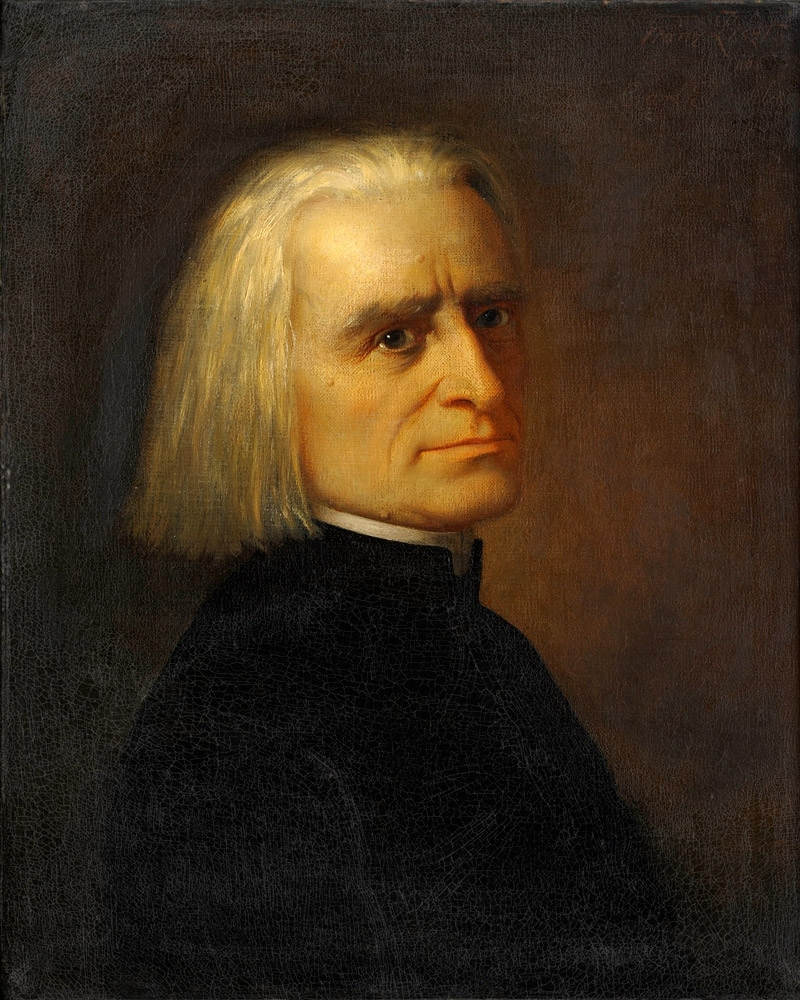
Franz Liszt, 1868

Der Sohn eines Tapeziermeisters verbrachte seine Kindheit als Hütejunge und studierte nach einer Malerlehre mit finanzieller Hilfe von oldenburgischen Familien Malerei an der Königlich Dänischen Kunstakademie in Kopenhagen. Nach vier Jahren setzte er seine Studien in Dresden ab 1862 bei Julius Hübner und danach bei Julius Schnorr von Carolsfeld fort. 1866 lernte er in Dresden einige Damen aus England kennen, die ihn im Sommer 1866 nach London einluden, wo er „Zeichnungen aus dem niederen Volksklassen“ schuf, die er in der Kieler Kunsthalle ausstellte.
Nach dem Zusammenbruch des dänischen Gesamtstaates und vor der Inkorporation Schleswig-Holsteins durch Preußen 1866 war die Situation für Bildende Künstler in seiner Heimat desaströs. Ehrenberg schloss sich mit einem flammenden Appell einer Initiative des Dichters Klaus Groth an, den Not leidenden Künstlern zu helfen. Als einer der ersten Schleswig-Holsteiner reiste Ehrenberg im Oktober 1867 mit einem preußischen Stipendium nach Rom, im März 1868 besuchte er Capri.
Ehrenberg suchte künstlerisch und menschlich die Nähe zu Friedrich Oberbeck, der ihm eine Empfehlung ausstellte, die zu einer Verlängerung seines Stipendiums führte. Sein römisches Hauptwerk „Lasset die Kindlein zu mir kommen“ fand einen Platz im Treppenhaus des Pfarramtes der Protestantischen Kirche in der Via Toscana. 1868 porträtierte er Franz Liszt.
Im Deutsch-Französischen Krieg nahm er als Krankenpfleger teil. Nach Aufenthalten in München und Antwerpen war er ab 1875 dauerhaft in Dresden tätig. 1881 wurde er Mitglied des Freien Deutschen Hochstifts.
Ehrenbergs Historiengemälde hatten Darstellungen aus der Germanischen Mythologie und religiöse Themen zum Gegenstand. Neben Franz Liszt porträtierte er Prinzessin Feodora von Schleswig-Holstein-Sonderburg-Augustenburg. Als Zeichner illustrierte er Geschichtswerke und war unter Pseudonymen selbst als Autor tätig.

## Privates
Ehrenberg war seit dem 8. Oktober 1875 verheiratet mit der Konzertsängerin und Gesangslehrerin Sophie Elise Johanne Georgine Ehrenberg geb. Langheim (* 1848 in Eckernförde; † 22. Juli 1892 in Dresden). Die beiden hatten zwei Söhne, Paul und  Carl Ehrenberg, nach dem Tod ihrer Mutter wuchsen beide in der Villa Distelheim des Archivars Theodor Distel in Blasewitz auf.

## Schriften
- Das Zeichnen und der Zeichenunterricht, theoretisch und praktisch entwickelt. Mit besonderer Berücksichtigung der Perspektive sowie des Figurenzeichnens auf Grund der Anatomie, Verhältnißlehre, Physiognomik, Komposition usw. Methodische Anleitung zum Zeichenunterricht im Allgemeinen, vornehmlich zum Gebrauch an Töchterschulen, in Bildungsanstalten für Lehrer und Lehrerinnen, sowie zur weiteren Ausbildung beim Selbstunterricht. Spamer, Leipzig 1869.
- „Est Est Est“. Randbemerkungen zu „Rembrandt als Erzieher“ von einem niederdeutschen Bauern. 5. Auflage. Dresden 1890.
- Theodor Heinrich Bäumer †. In: Die Kunst-Halle. Zeitschrift für Kunst und Kunstgewerbe. Organ für die Interessen aller Bildenden Künstler. Berlin 1898.